# ماونت هبورن، شهرستان گرین، آلاباما
ماونت هبورن (به انگلیسی: Mount Hebron) یک منطقهٔ مسکونی در ایالات متحده آمریکا است که در شهرستان گرین، آلاباما واقع شده‌است. ماونت هبورن ۸۱٫۰۸ متر بالاتر از سطح دریا قرار دارد.